# Odontestra roseomarginata
Odontestra roseomarginata är en fjärilsart som beskrevs av Max Wilhelm Karl Draudt 1950. Odontestra roseomarginata ingår i släktet Odontestra och familjen nattflyn. Inga underarter finns listade i Catalogue of Life.